# ESO Hotel
L'ESO Hotel (o Residencia) è la residenza al Osservatorio del Paranal in Cile dal 2002. È principalmente usato dagli studiosi dell'ESO (Osservatorio europeo australe). È stato soprannominato "pensione su Marte", date le somiglianze del deserto con il suolo marziano, e un' "Oasi per astronomi". Non è un albergo commerciale e il pubblico non può prenotare delle camere.

## Caratteristiche
La superficie totale è di 10 000 m², con una forma a L di 176 m x 53 m. Ha 4 piani, 1 000 m² di giardini, 108 camere, e 18 uffici. Include anche un ristorante, una discoteca, una biblioteca, una piscina ed una sauna. È stato inaugurato nel febbraio 2002.
L'hotel è situato a 2 400 m sopra il livello del mare sul Cerro Paranal. Presso la struttura, gli astronomi lavorano in condizioni climatiche estreme, tra cui luce solare intensa, aridità, grandi soffi di vento e forti sbalzi di temperatura. Per proteggersi da queste difficoltà è stata costruita un'oasi artificiale per consentire una pausa tra i turni.
Il complesso, composto da quattro piani, è situato in una depressione al livello del suolo. Ci sono viste che vanno dal deserto all'Oceano Pacifico da tutte le 120 stanze e anche dal locale che si affaccia sull'oasi. Vi è anche una cupola in vetro e acciaio con 35 m di diametro.
L'esterno dell'edificio è stato usato anche nel film di James Bond Quantum of Solace del 2008. Ne era stata preparata anche una miniatura per certi effetti speciali, in cui l'hotel viene distrutto da un incendio nel film.
La struttura è stata progettata dallo studio di architettura tedesco Auer Weber. Nel 2005 ha vinto il premio Cityscape Architectural Review Awards e l'anno precedente il premio Leaf-Awards.

## Galleria d'immagini

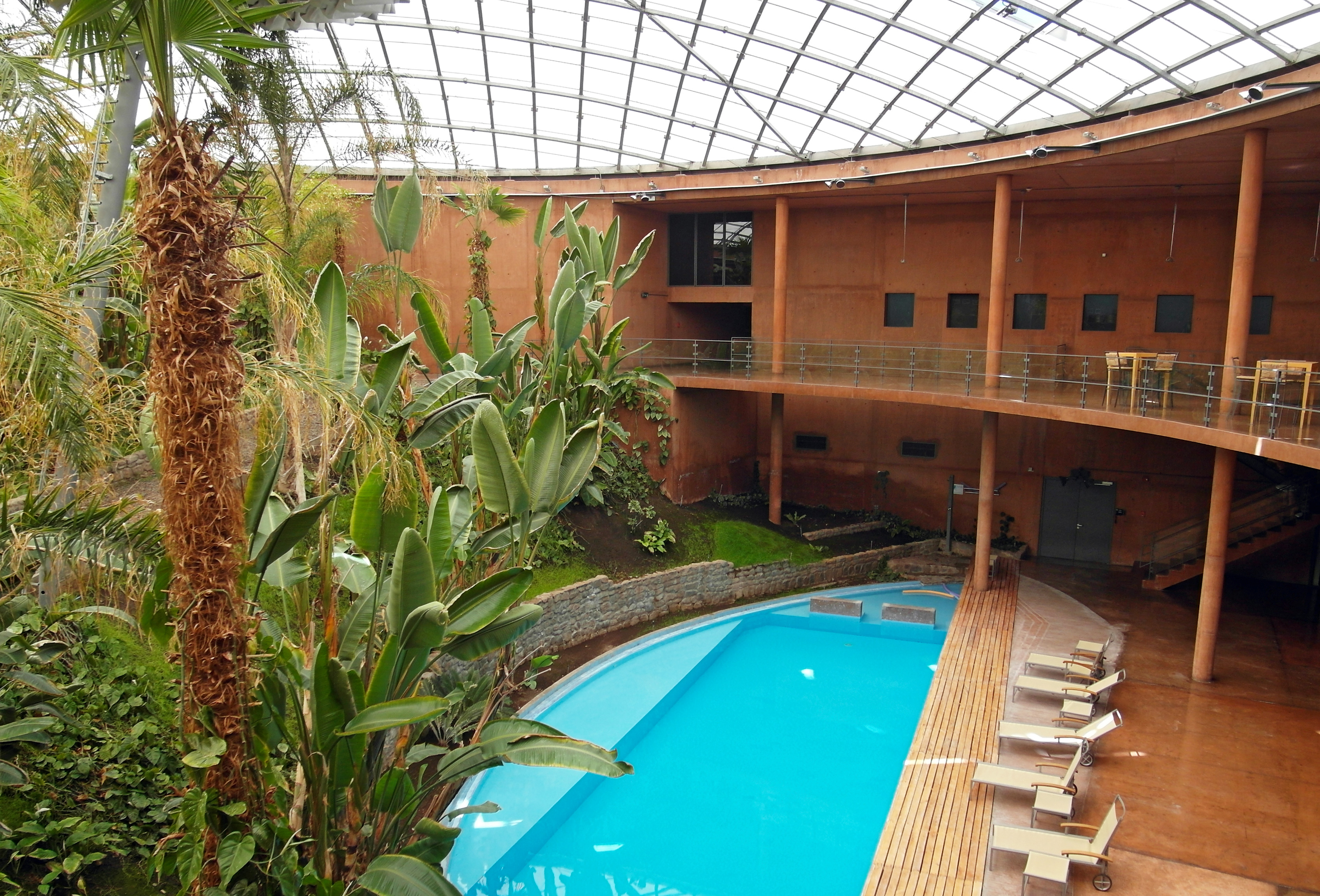
Oasi all'interno dell'ESO Hotel
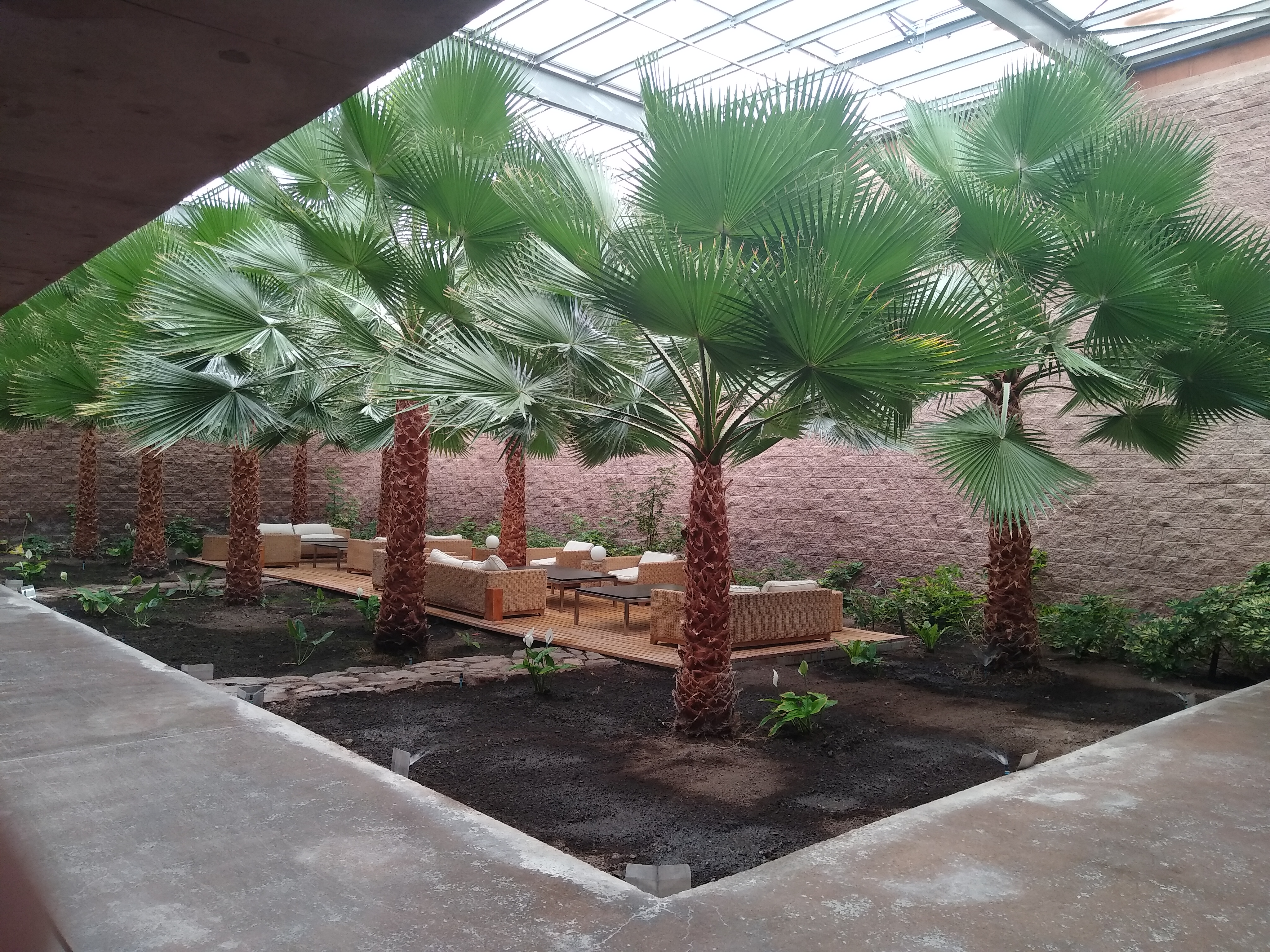
Atrio della residenza
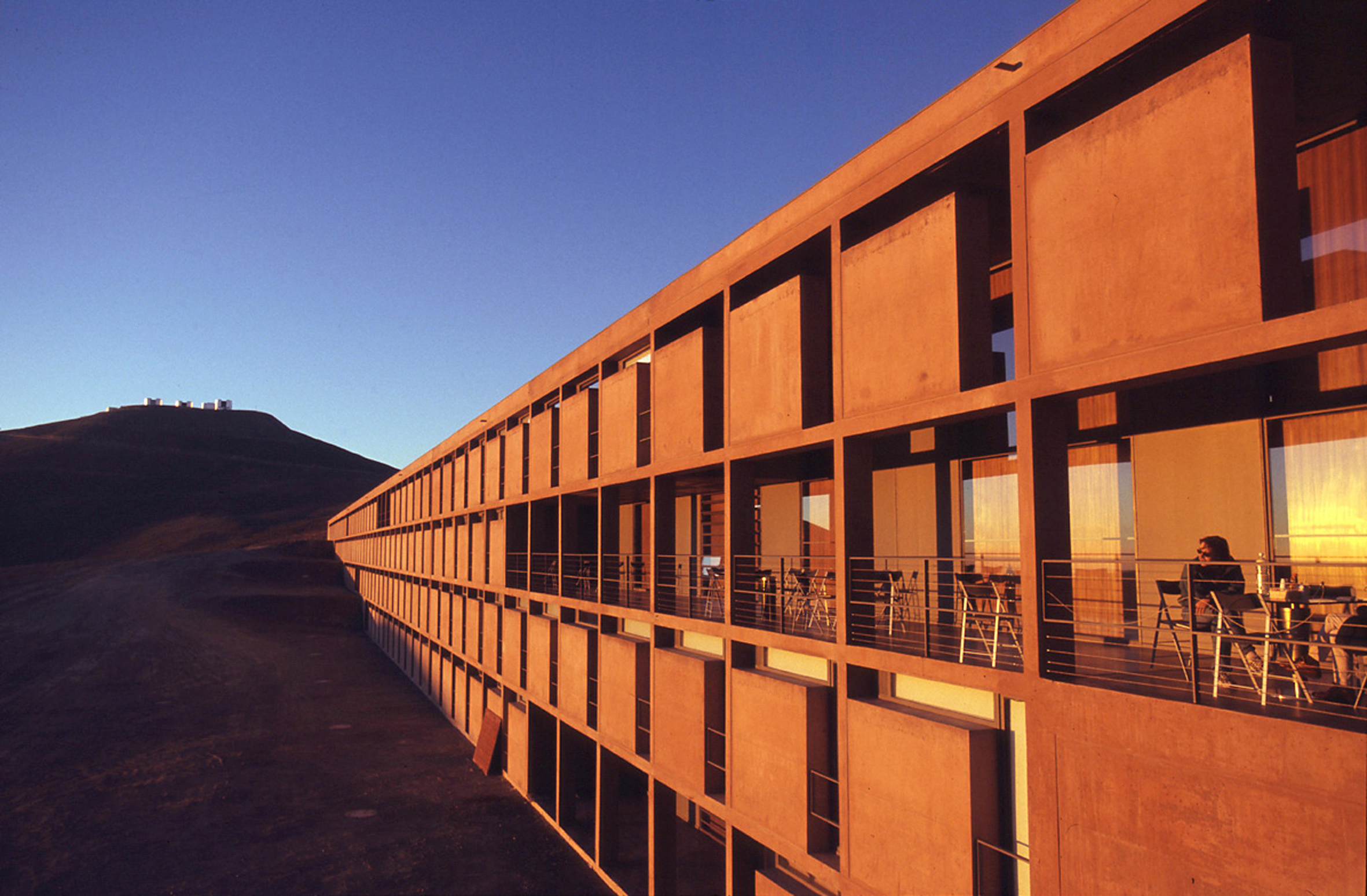
L'ESO Hotel visto al tramonto
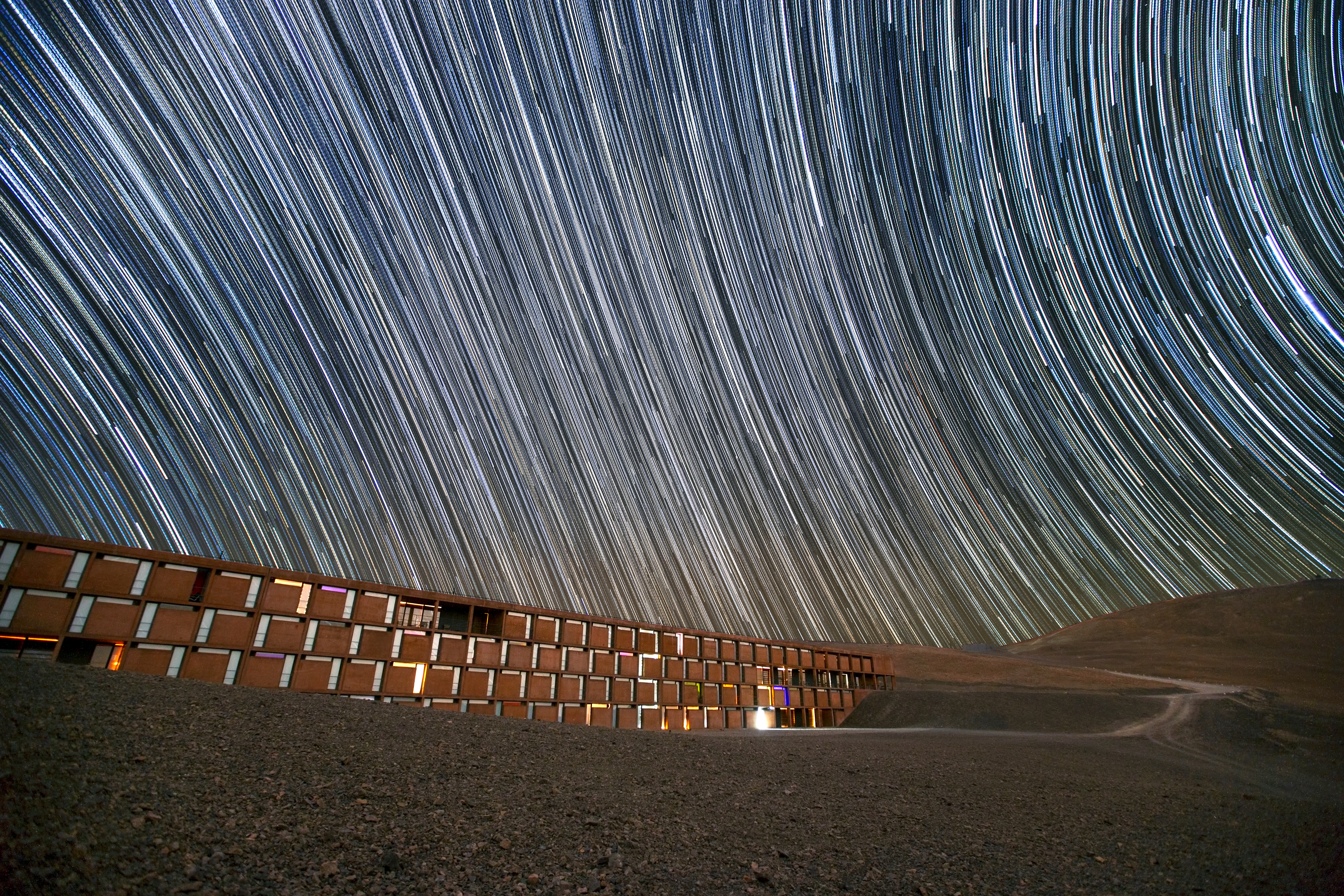
L'ESO Hotel di notte in una foto a lunga esposizione
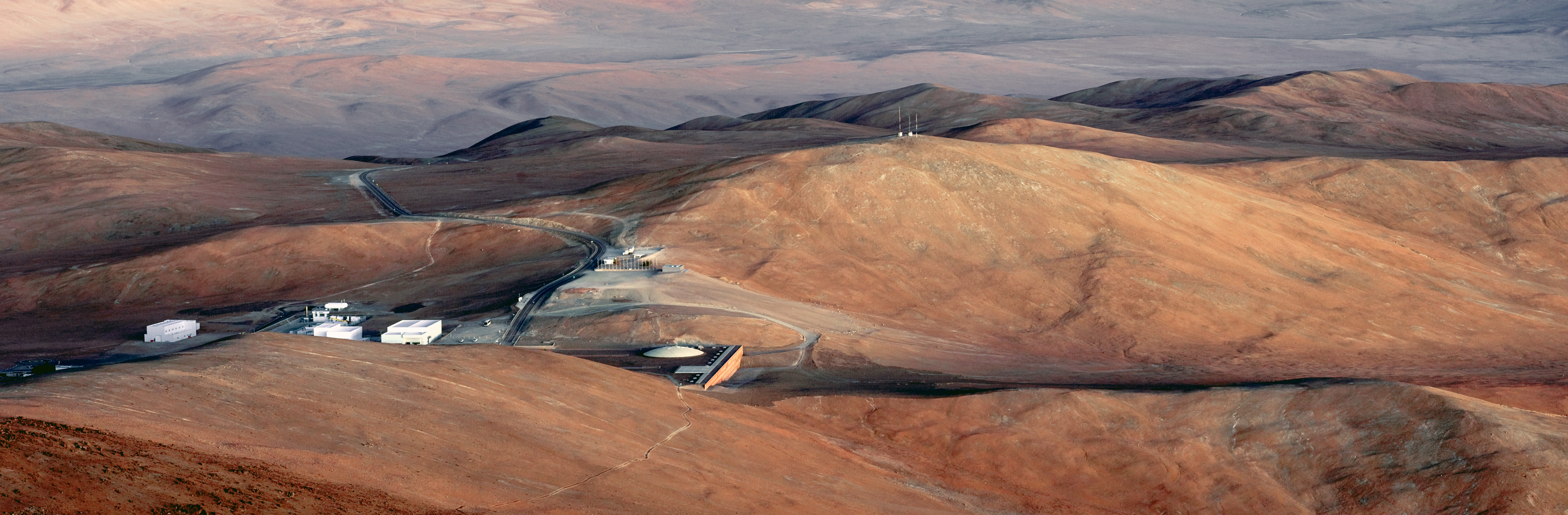
ESO Hotel visto dal Cerro Paranal